# Full Metal Panic? Fumoffu
Full Metal Panic? Fumoffu (フルメタル・パニック？ふもっふ) est une série télévisée d'animation japonaise en 13 épisodes de 25 minutes dont 2 spéciaux, créée par le  studio Kyoto Animation d'après la série de romans éponyme de Shōji Gatō et diffusée du 25 août au 19 novembre 2003 sur Fuji TV. En France, la série est initialement éditée par Déclic Images en 2006 puis Dybex en Blu-Ray en 2014.

## Synopsis
Sousuke est un adolescent ayant vécu sur des théâtres de guerre toute son enfance. Sergent de l'organisation secrète Mithril, il doit s'intégrer à l'école où vit Chidori afin de la protéger, mais tout n'est pas facile pour quelqu'un qui n'a jamais vécu en société et qui prend tout au sérieux.

## Voix japonaises/françaises
- Tomokazu Seki/Alexandre Coadour : Sousuke Sagara
- Satsuki Yukino/Philippa Roche : Kaname Chidori
- Tomoko Kaneda/Alexandre Coadour : Bonta-kun
- Akiko Hiramatsu : Youko Wakana
- Akio Ōtsuka/Hughes Martel :  Andrei Kalinnin
- Ikue Kimura/Audrey le Bihan : Kyōko Tokiwa
- Jun Fukuyama/Guillaume Riant : Issei Tsubaki
- Mamiko Noto/Rémi Caillebot : Shinji Kazama
- Michiko Neya/Claire Beaudoin : Melissa Mao
- Rie Tanaka/Maëlys Ricordeau : Ren Mikihara
- Shinichiro Miki/David Maisse : Kurz Weber
- Tomomichi Nishimura/David Martins : Richard Mardukas
- Yukana Nogami/Agathe Chouchan : Theresa "Tessa" Testarossa
- Daisuke Gōri : Satoshi Gouda
- Daisuke Ono : Kobayashi
- Hiromi Konno : Kozue Ninshino, Shiori Kudou
- Hiroshi Naka : Fujisaki-sensei
- Hisao Egawa : Shokora
- Junko Noda : Masatami Hyuga
- Mayumi Asano : Hiromi Ishida, Mari Akutsu
- Mitsuru Miyamoto : Iori Mizuboshi
- Motomu Kiyokawa : Samejima
- Rio Natsuki : Eri Kagurazaka
- Ritsuo Sawa : Washio
- Sanabata Hamada :  Yoshiki Akutsu
- Sayuri Yoshida/Sophie Mourousi : Mizuki Inaba
- Shiho Kikuchi : Ena Saeki
- Takaya Kuroda : Maron
- Takeshi Aono : Yoshiharu Oonuki, Zenji Oonuki
- Tamotsu Nishiwaki : Shibata
- Tetsu Inada : Waffle
- Tomoko Naka : Mizuboshi's mother
- Toshiyuki Morikawa : Atsunobu Hayashimizu
- Yuji Ueda : Fuwa-sempai

## Fiche technique
- Genre : Action / Comédie / Cyber

## Épisodes
1. L'homme du sud - 1re partie (南から来た男)(suite dans : L'otage d'un conflit sans raison d'être [妥恊焦用のホステージ])
2. Illusion d'un été de plomb (鋼鉄のサマー・イリューション)
3. Hamburger Hill artistique / Surveillance de bon gré (芸術のハンバーガー・ヒル／一途なステイク・アウト)
4. Combattants purs et impurs / La fin des bonnes intentions (純で不純なグラップラー／善意のトレスパス)
5. Un fétiche recherché / Le malade de l'Obscurité (抻し売りのフェチッシュ／暗闇のペイシェント)
6. Overdone War Cry (やりすぎのウォークライ)
7. La Déesse visite le Japon - Chapitre des supplices (女神の来日 - 受難編)
8. La Déesse visite le Japon - Chapitre des sources thermales (女神の来日 - 温泉編)
9. Fantaisie sans code moral (仁義なきファンシー)
10. Oiseau bleu incontrôlable (ままならないブルーバード)
11. Le point critique de la 5e heure (五時間目のホット・スポット)

### Épisodes spéciaux
1. L'otage d'un conflit sans raison d'être (妥恊焦用のホステージ)
2. Une hostilité passagère / Un déjeuner râté (すれ違いのホステイリティ／空回りのランチタイム)

## Commentaires
Full Metal Panic? Fumoffu est ce que l'on peut appeler une side-story. Elle se déroule à différents moments de l'histoire, en reprenant certains chapitres du manga original, mettant l'accent sur l'humour et le côté comique de la vie de Sousuke au Japon.
Les 13 épisodes de la série sont tout autant de mini-histoires (il y a même parfois deux histoires par épisode) indépendantes les unes des autres, ou presque. 
Cette série n'ajoute presque aucun élément scénaristique à la trame de l'histoire, mais aide à s’imprégner des personnages, et mise sur la détente plus que sur le stress de l'action.